# Ken Hirai Singles Best Collection 歌バカ2
『Ken Hirai Singles Best Collection 歌バカ2』（ケン・ヒライ・シングルス・ベスト・コレクション・うたバカ 2）は、平井堅のシングル・コレクション・アルバム。2017年7月12日にアリオラジャパンより発売された。

## 解説
2010年にリリースされた『Ken Hirai 15th Anniversary c/w Collection '95-'10 “裏 歌バカ”』に続く4作目、アリオラジャパン移籍後では初のコンピレーション・アルバムである。初回生産限定盤A(4CD)、B(3CD+Blu-ray)、通常盤(3CD)の3形態で発売され、シングル曲は全曲デジタル・リマスター音源。タイトルの『歌バカ2』が表すように『Ken Hirai 10th Anniversary Complete Single Collection '95-'05 歌バカ』『裏 歌バカ』の姉妹的作品で、初回生産限定盤の形態も『歌バカ』『裏 歌バカ』同様、トール・デジパック・ケース仕様である。
初回生産限定盤Aは、1995年5月13日に発売されたデビューシングル「Precious Junk」から、2017年6月7日に発売された42ndシングル「ノンフィクション」までのシングル表題曲全46曲を収録。初回生産限定盤B・通常盤には、『歌バカ』以降の2006年6月14日に発売された24thシングル「バイマイメロディー」から「ノンフィクション」までのシングル表題曲全23曲を収録。さらに初回生産限定盤Bにはシングルのミュージック・ビデオが収録されたBlu-rayが付属。
全形態に付属されているスペシャル・ディスク「歌バカだけに」は、平井が敬愛するアーティストによる書き下ろし楽曲全10曲が収録されている。参加アーティストは、石野卓球(電気グルーヴ)、KAN、草野マサムネ(スピッツ)、tofubeats、中田ヤスタカ、古内東子、BONNIE PINK、槇原敬之、横山剣(クレイジーケンバンド)、LOVE PSYCHEDELICO。

## 収録曲
- 既発曲の詳細（楽曲の解説、作詞作曲者）は、各項目を参照。

### 初回生産限定盤 A

#### Disc1「Single Collection 1995-2002」
1. Precious Junk（5:29）
1stシングル。
2. 片方ずつのイヤフォン（5:16）
2ndシングル。
3. 横顔 (5:49）
3rdシングル。
4. ドシャブリ（5:20）
4thシングル。
5. Stay With Me（4:59）
5thシングル。
6. HEAT UP（4:12）
6thシングル。
7. Love Love Love（5:30）
7thシングル。
8. 楽園（5:35）
8thシングル。
9. why（5:48）
9thシングル。
10. LOVE OR LUST（5:02）
10thシングル。
11. even if（5:40）
11thシングル。
12. Miracles（6:17）
12thシングル。
13. KISS OF LIFE（4:31）
13thシングル。
14. Missin' you 〜It will break my heart〜（4:48）
14thシングル。
15. Strawberry Sex（4:30）
15thシングル。

#### Disc2「Single Collection 2002-2008」
1. 大きな古時計（4:46）
16thシングル。
2. Ring（5:16）
17thシングル。
3. LIFE is... 〜another story〜（4:18）
18thシングル。
4. style（4:23）
19thシングル。
5. 瞳をとじて（5:41）
20thシングル。
6. キミはともだち（4:46）
21stシングル。
7. 思いがかさなるその前に…（5:36）
22ndシングル。
8. POP STAR（4:43）
23rdシングル。
9. バイマイメロディー（5:15）
24thシングル。
10. 哀歌 (エレジー)（5:20）
25thシングル。
11. 君の好きなとこ（5:28）
26thシングル。
12. fake star（3:44）
27thシングル。
13. キャンバス（5:54）
28thシングル『キャンバス/君はス・テ・キ♡』の1曲目。
14. 君はス・テ・キ♡（3:27）
28thシングル『キャンバス/君はス・テ・キ♡』の2曲目。
15. いつか離れる日が来ても（6:31）
29thシングル。

#### Disc3「Single Collection 2009-2017」
1. CANDY（4:22）
30thシングル。
2. 僕は君に恋をする（5:11）
31stシングル。
3. Sing Forever（4:58）
32ndシングル。
4. アイシテル（5:18）
33rdシングル。
5. いとしき日々よ（6:01）
34thシングル。
6. 告白（3:41）
35thシングル。
7. 桔梗が丘（4:26）
配信限定シングル。
8. グロテスク feat. 安室奈美恵（3:46）
36thシングル、安室奈美恵とのコラボ曲。
9. ソレデモシタイ（3:42）
37thシングル『ソレデモシタイ/おんなじさみしさ』の1曲目。
10. おんなじさみしさ（5:05）
37thシングル『ソレデモシタイ/おんなじさみしさ』の2曲目。
11. 君の鼓動は君にしか鳴らせない（5:10）
38thシングル。
12. Plus One（3:30）
39thシングル『Plus One/TIME』の1曲目。
13. TIME（5:22）
39thシングル『Plus One/TIME』の2曲目。
14. 魔法って言っていいかな?（4:01）
40thシングル。
15. 僕の心をつくってよ（4:20）
41stシングル。アルバム初収録。
16. ノンフィクション（4:32）
42ndシングル。アルバム初収録。

#### Disc4 Special Disc「歌バカだけに」
1. READY FOR YOUR LOVE （4:19）
（作詞・作曲・編曲 : tofubeats）
TOYO TIRES CMソング[5]。
2. ブランケット （3:54）
（作詞・作曲：草野正宗 / 編曲 : 亀田誠治）
作者の草野が所属するロックバンド、スピッツの通算16作目のオリジナルアルバム『見っけ』の初回限定盤、アナログ盤、デラックスエディション Spitzbergen会員限定盤のみにセルフカバーが収録されている。
3. Dance with you （4:27）
（作詞・作曲 : TOKO / 編曲 : Tomi Yo）
4. やってらんないぜ （3:37）
（作詞・作曲 : 横山剣 / 編曲 : 屋敷豪太、山本拓夫）
5. 一番初めての恋人 （5:24）
（作詞・作曲 : 槇原敬之 / 編曲 : 槇原敬之、Tomi Yo）
チョーヤ梅酒「CHOYA 夏梅」CMソング[6]。
6. Don't感・Don't恋 （4:43）
（作詞・作曲 : 石野卓球）
7. Emmm... （3:05）
（作詞・作曲 : BONNIE PINK / 編曲 : 村田陽一）
8. Gift （4:55）
（作詞・作曲・編曲 : LOVE PSYCHEDELICO）
9. ネガティブボーイ （3:58）
（作詞・作曲・編曲 : 中田ヤスタカ）
10. 歌 （4:24）
（作詞・作曲・編曲 : KAN）

### 初回生産限定盤 B・通常盤

#### Disc1「Single Collection 2006-2010」
1. バイマイメロディー (5:15)
2. 哀歌 (エレジー) (5:20)
3. 君の好きなとこ (5:28)
4. fake star (3:44)
5. キャンバス (5:54)
6. 君はス・テ・キ♡ (3:27)
7. いつか離れる日が来ても (6:33)
8. CANDY (4:22)
9. 僕は君に恋をする (5:11)
10. Sing Forever (4:58)
11. アイシテル (5:16)

#### Disc2「Single Collection 2011-2017」
1. いとしき日々よ (6:02)
2. 告白 (3:41)
3. 桔梗が丘 (4:26)
4. グロテスク feat. 安室奈美恵 (3:46)
5. ソレデモシタイ (3:42)
6. おんなじさみしさ (5:05)
7. 君の鼓動は君にしか鳴らせない (5:10)
8. Plus One (3:30)
9. TIME (5:22)
10. 魔法って言っていいかな? (4:01)
11. 僕の心をつくってよ (4:20)
12. ノンフィクション (4:32)

#### Disc4 Blu-ray「Music Video Collection of Singles 2006-2017」初回生産限定盤 Bのみ
1. バイマイメロディー
2. 哀歌 (エレジー)
3. 君の好きなとこ
4. fake star
5. キャンバス
6. 君はス・テ・キ♡
7. いつか離れる日が来ても
8. CANDY
9. 僕は君に恋をする
10. Sing Forever
11. アイシテル
12. いとしき日々よ
13. 告白
14. 桔梗が丘
15. グロテスク feat. 安室奈美恵
16. ソレデモシタイ
17. 君の鼓動は君にしか鳴らせない
18. Plus One
19. 魔法って言っていいかな?
20. 僕の心をつくってよ
21. ノンフィクション